# パオロ・サヴィ

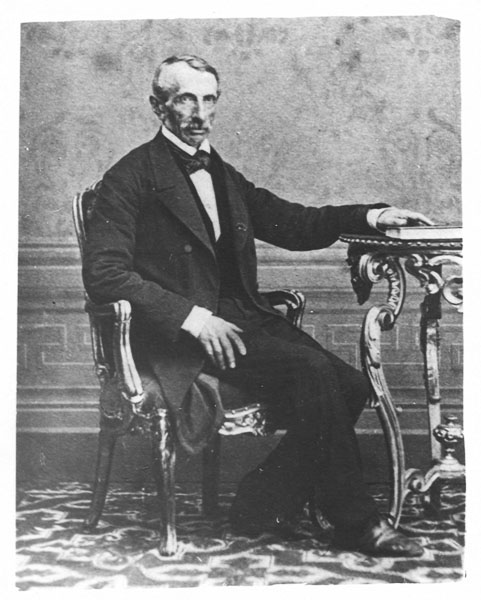
Paolo Savi

パオロ・サヴィ（Paolo Savi、1798年7月11日 - 1871年4月5日）はイタリアの博物学者である。イタリアにおける近代地質学のパイオニアで、鳥類学者、動物学者としても働いた。

## 略歴
ピサに生まれた。父親はピサ大学の植物学の教授のガエターノ・サヴィである。弟に植物学者となったピエトロ・サヴィがいる。はじめ植物学を学び、1817年にピサ大学の講師助手となった。1823年に博物学の教授となった。1826年にトスカーナ大公国によってトスカーナの最初の地質調査を委託され、パリに地質学と動物学を学んで1827年までに知識を習得した。地質学の分野ではアペニン山脈のモンテ・ピサニノの地質図をつくり、カララ市でとれる大理石の起源や、モンテバンボリから採取された化石の研究、エルバの鉄鉱石、トスカーナやピサ周辺の地質と層序の研究などを発表した。ピサの自然史博物館の館長に1823年に就任し、そのコレクションを拡充した。1840年には比較解剖学と動物学の教授に任じられた。1839年にピサで開かれた科学会議を準備し、1843年から1844年のピサ大学紀要（Annali delle Università toscane）を出版した。
鳥類学の分野ではトスカーナの鳥類に関する総括論部（モノグラフ）などを書いた。
トスカーナ大公国のサンジュゼッペ勲章（Ordine di San Giuseppe）を受勲し、1831年にロンドン動物学会の会員となった。1862年にイタリア国王、ヴィットーリオ・エマヌエーレ2世によって上院議員に任命された。

## 著作
- Ornitologia Toscana, 3 Bände, Pisa 1827-1831
  - Nachdruck herausgegeben von seinem Sohn Adolfo nach seinem Tod als Ornitologia Italiana, 3  Bände, Florenz, 1873 bis 1876
- Carta geologica dei Monti Pisani levata dal vero, Pisa 1832
- Tagli geologici delle Alpi Apuane e del Monte pisano e cenno sull’isola d’Elba, Nuovo Giornale de' Letterati, XXVI, 1833
- Sulla miniera di ferro dell’Isola d'Elba, Nuovo Giornale d. Lett., XXXI, 1835
- Sopra i carboni fossili dei terreni miocenici della Maremma Toscana, Pisa 1843
- Sulla catena metallifera delle Alpi Apuane e sulla costituzione geologica dei Monti Pisani, Pisa 1846
- mit Meneghini: Considerazioni sulla geologia della Toscana, Florenz 1851
- Saggio sulla costituzione geologica della Provincia di Pisa, Pisa 1863